# Tais-toi quand tu parles
Pour plus de détails, voir Fiche technique et Distribution.
Tais-toi quand tu parles (titre italien : Zitto quando parli) est un film franco-italien réalisé par Philippe Clair, sorti en 1981.

## Synopsis
Giacomo est un chômeur passionné par l'univers de James Bond qu'il s'imagine être en rêve. Sans le savoir, il est suivi par des agents secrets qui le prennent pour James, un espion français qui a disparu à Tunis lors d'une mission et qu'ils suspectent de s'être dissimulé sous une fausse identité. Giacomo, persuadé d'être dans un rêve, se retrouve bientôt à Tunis pour terminer la mission entamée par James.

## Fiche technique
- Titre français : Tais-toi quand tu parles
- Titre italien : Zitto quando parli
- Réalisation : Philippe Clair
- Scénario : Philippe Clair et Enrico Oldoini
- Production : Tarak Ben Ammar
- Musique : Armando Trovajoli
- Image : Mario Vulpiani
- Pays de production : France et Italie
- Montage : Alberto Gallitti
- Genre : Comédie d'espionnage
- Date de sortie : 2 septembre 1981

## Distribution
- Aldo Maccione : Giacomo / James Bond / James (espion français)
- Edwige Fenech : Belle / Béatrix
- Jacques François : Diafoirus
- Philippe Clair : Ahmed
- Tarak Harbi : Ali
- Clément Harari : Le professeur
- Jack Lenoir : Le flic avec Jeff
- Bernard Pinet : Le flic qui tente de stopper James
- Daniel Derval : Le petit ami de James
- Philippe Nicaud : Jeff
- Dominique Zardi : Le voisin de Giacomo
- Nico Il Grande : Big, le tueur à gage boiteux
- André Nader : Beaux Yeux, l'autre tueur à gages
- Jean-Claude Michel : La voix de James Bond à la télévision
- Caroline Berg : Femme au bord de la piscine
- Sophie Favier : Fausse blonde
- Christian Di Fraja : Le chauffeur de taxi dans le rétroviseur

## Autour du film
- C'est la première véritable collaboration entre Philippe Clair et Aldo Maccione, collaboration qui valut à l'acteur italien un certain succès public en France dans les années 1980.
- Le film est rempli de références aux films de James Bond. Outre les rêves de Giacomo et l'identité de l'agent secret qui se prénomme lui aussi James, on peut voir Giacomo regarder Opération Tonnerre à la télévision, ou du moins une reconstitution pour les besoins du film, notamment la scène où James Bond masse le dos de Patricia Fearing avec un gant en vison. On peut aussi entendre au détour des dialogues « On ne vit que deux fois » ou « L'espion qui m'aimait ». D'ailleurs, le film sort en 1981, année de sortie de Rien que pour vos yeux.
- Dans une scène, l'un des personnages s'exclame « Par où t'es rentré, on t'a pas vu sortir ? ». Cette phrase singulière servira trois ans plus tard de titre à un autre film du même réalisateur.
- Le titre est parfois orthographié Tais-toi quand tu parles ! avec un point d'exclamation final, mais celui-ci n'apparaît ni dans le générique d'ouverture du film, ni sur l'affiche du film.
- Le film avait la collaboration, pour aider la promotion touristique de la Tunisie, de la compagnie arienne Tunisair.
- Aldo Maccione joue avec sa voix dans la version pour la France et avec le doublage de Michele Gammino pour la version pour l'Italie.